# Pirot
Pour les articles homonymes, voir Pirot (homonymie).
Pirot (en serbe cyrillique Пирот) est une ville et une municipalité de Serbie située dans le district de Pirot. Au recensement de 2011, elle comptait 38 432 habitants et le territoire dont elle est le centre 57 911.
La ville de Pirot est le centre administratif du district de Pirot. Elle est située sur une importance voie de communication, à mi-chemin entre Niš et Sofia.

## Géographie
Pirot est située au sud-est de la Serbie. Sur le territoire de la municipalité se trouvent des montagnes comme la Stara planina, la Vlaška Planina et la Belava. Les rivières les plus importantes du secteur sont la Nišava, la Jerma et la Rasnička reka. Le lac Zavoj (en serbe : Zavojsko jezero) est également situé sur le territoire municipal.

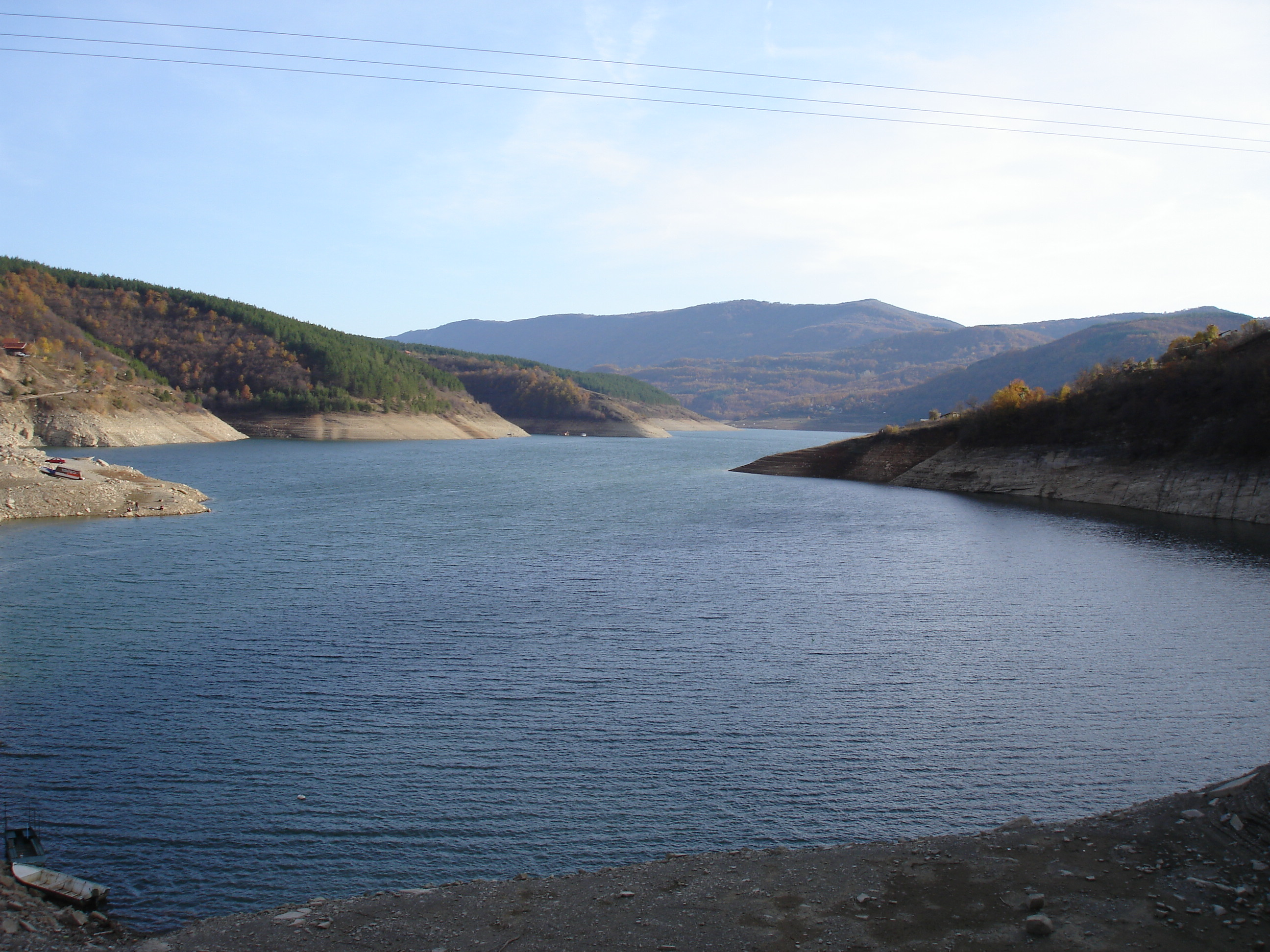
Le lac Zavoj.

La municipalité de Pirot est entourée par les municipalités serbes de Dimitrovgrad, de Knjaževac, de Bela Palanka et Babušnica. Elle est également bordée sur 65 km par la frontière entre la Bulgarie et la Serbie.

## Histoire
Les premières mentions de cette partie centrale des Balkans remontent à la Grèce antique. Les Grecs étaient intéressés par cette région car le royaume de Macédoine, leur grand adversaire, était fréquemment en guerre avec les Triballes, une confédération de peuples illyriens, thraces et celtiques.
Vers l’an 14 avant notre ère, au début du règne d’Auguste, cette région se trouva à la limite entre les provinces romaines de Mésie et de Thrace. Par la suite, une route pavée y fut construite, reliant Singidunum (Belgrade), Naissus (Niš), Serdica (Sofia), Andrinople et Constantinople. Le long de la route, des colons commencèrent à s’installer et la romanisation commença. Sous le règne de Dioclétien (284 – 305), Pirot fut intégrée dans la province de Dacie aurélienne (ou Dacia Mediterranea).

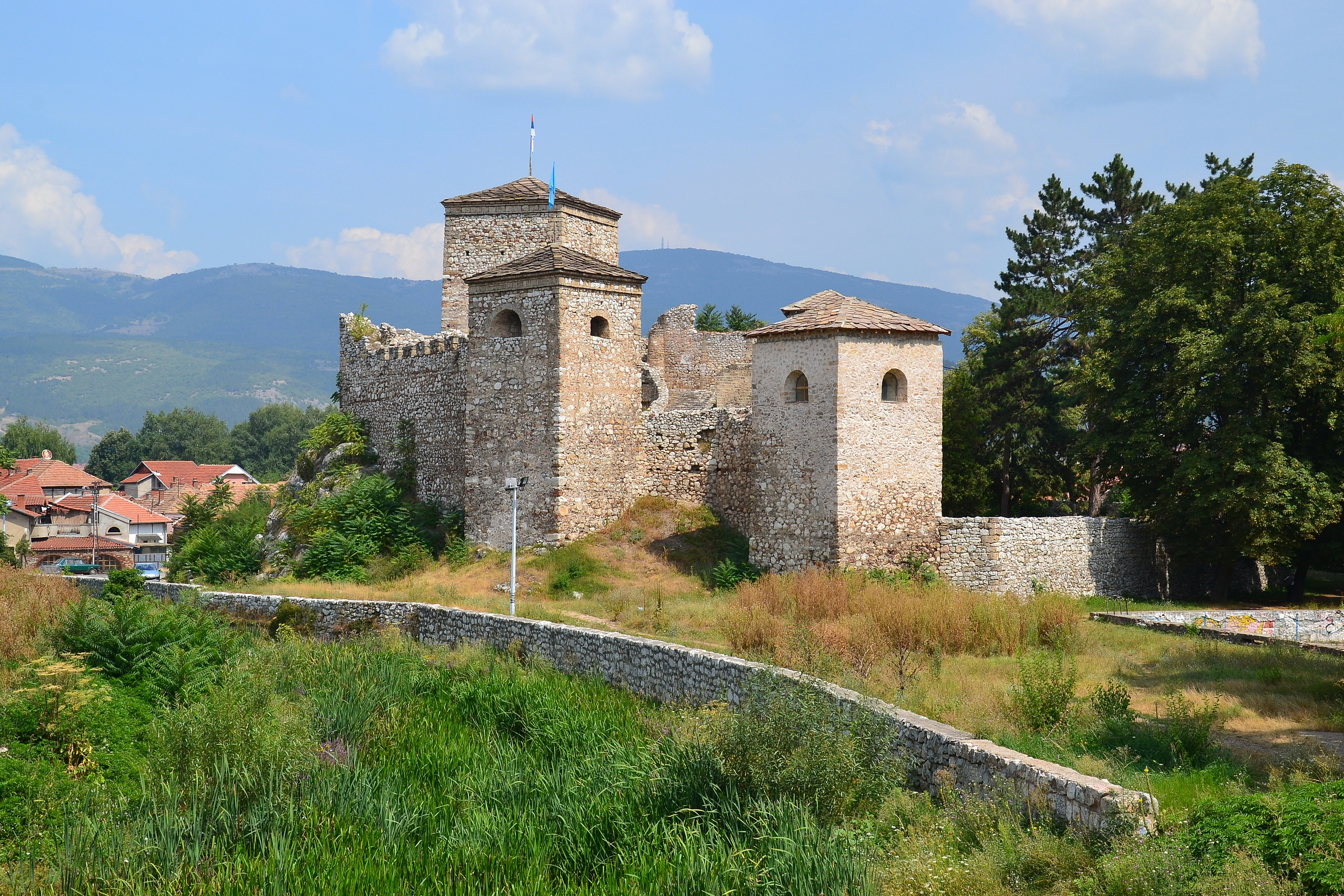
La forteresse de Pirot.

Au cours du IVe siècle la région connut une période d’invasions, notamment de la part de tribus gothiques, puis au Ve siècle ce fut la campagne des Huns. L’empereur Justinien (527 – 565) ordonna la construction de trente forteresses dans la région allant de Niš à Sofia. Aux VIe et VIIe siècles, les Slaves s’ajoutèrent aux Thraces romanisés (« valaques ») et peuplèrent les Balkans, devenant rapidement majoritaires. De la fin du VIIIe siècle jusqu’au début du XIe siècle, la région fit partie du Premier Empire Bulgare. Reprise par les Grecs, la ville fut conquise par une armée composée de Serbes, de Valaques et de Hongrois en 1182-1183. Pour la première fois, la cité fut incluse dans un État serbe. Stefan Nemanja et l’empereur Frédéric Barberousse y passèrent et furent acclamés par la population. La ville redevint bulgare après le soulèvement d’Asen et Pierre à la fin du XIIe siècle (« Regnum Bulgarorum et Valachorum ») et elle le demeura aux XIIIe et XIVe siècles. Selon certaines sources, le prince serbe Stefan Nemanjić aurait aussi pris possession de Pirot et de sa région en 1214-1216. Sous le règne d’Ioan Asan II (1218-1241), la région serait redevenue bulgare, puis à nouveau serbe sous le règne du roi Stefan Uroš II Milutin (1282-1321) .
Pirot fut prise pour la première fois par les Turcs en 1386, puis, après avoir plusieurs fois changé de main, elle resta sous domination ottomane du XVe siècle à la fin du XIXe siècle (décembre 1877). En 1878, Pirot fut donnée à la Bulgarie au  traité de San Stefano, puis, quelques mois plus tard, donnée à la Serbie par le traité de Berlin. Elle est, depuis, une ville serbe.

## Localités de la municipalité de Pirot

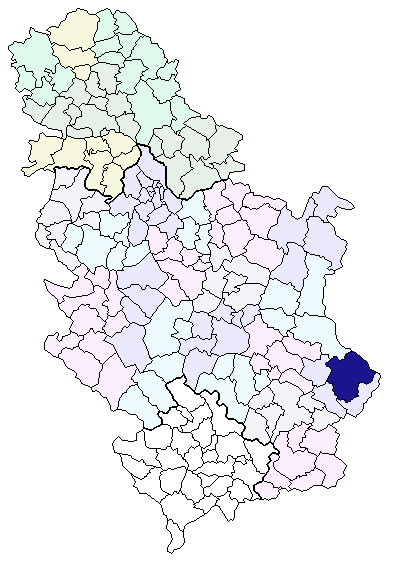
Localisation de la Ville de Pirot en Serbie.

La municipalité de Pirot compte 72 localités :
| - Bazovik - Barje Čiflik - Basara - Bela - Berilovac - Berovica - Blato - Brlog - Velika Lukanja - Veliki Jovanovac - Veliki Suvodol - Veliko Selo | - Visočka Ržana - Vlasi - Vojnegovac - Vranište - Gnjilan - Gornja Držina - Gostuša - Gradašnica - Gradište - Dobri Do - Dojkinci - Držina | - Zaskovci - Izvor - Jalbotina - Jelovica - Kamik - Koprivštica - Kostur - Krupac - Kumanovo - Mali Jovanovac - Mali Suvodol - Milojkovac | - Mirkovci - Nišor - Novi Zavoj - Obrenovac - Oreovica - Orlja - Osmakova - Pakleštica - Pasjač - Petrovac - Pirot - Planinica | - Pokrevenik - Poljska Ržana - Ponor - Prisjan - Ragodeš - Rasnica - Rosomač - Rsovci - Rudinje - Sinja Glava - Slavinja - Sopot | - Srećkovac - Staničenje - Sukovo - Temska - Topli Do - Trnjana - Cerev Del - Cerova - Crvenčevo - Crnoklište - Činiglavci - Šugrin |

## Démographie

### Ville

#### Évolution historique de la population dans la ville
| 1948   | 1953   | 1961   | 1971   | 1981   | 1991   | 2002   | 2011   |
| ------ | ------ | ------ | ------ | ------ | ------ | ------ | ------ |
| 11 868 | 13 175 | 18 415 | 29 298 | 36 293 | 40 267 | 40 678 | 38 432 |

## Politique

### Élections locales de 2004
À la suite des élections locales de 2004, les sièges de l'assemblée municipale de Pirot se répartissaient de la manière suivante :
| Parti                         | Sièges |
| ----------------------------- | ------ |
| Coalition « Pour Pirot »      | 10     |
| Parti radical serbe           | 9      |
| Parti socialiste de Serbie    | 7      |
| G17 Plus                      | 6      |
| Mouvement serbe du renouveau  | 6      |
| Liste « Ensemble pour Pirot » | 6      |
| Parti démocratique de Serbie  | 5      |
| Parti social-démocrate        | 4      |
| Parti socialiste populaire    | 3      |

### Élections locales de 2008
À la suite des élections locales serbes de 2008, les 56 sièges de l'assemblée municipale de Pirot se répartissaient de la manière suivante :
| Parti                                                                         | Sièges |
| ----------------------------------------------------------------------------- | ------ |
| Coalition pour Pirot                                                          | 26     |
| Parti radical serbe                                                           | 16     |
| Parti démocratique                                                            | 9      |
| Parti socialiste de Serbie - Parti des retraités unis de Serbie - Serbie unie | 5      |

Vladan Vasić a été élu président (maire) de la municipalité ; il était à la tête de la Coalition pour Pirot, composée du parti G17 Plus et du Mouvement serbe du renouveau.

## Culture
La ville de Pirot est, tous les ans au mois d'août, le théâtre d'un festival international de folklore.

## Architecture
Deux édifices de Pirot sont placées sous la protection de l'État : le konak de la famille Hristić, construit en 1848 et également connue sous le nom de « Konak Malog Riste », et la maison de la famille Panajotović, construite dans les années 1860, également connue sous le nom de « maison du chat blanc ».

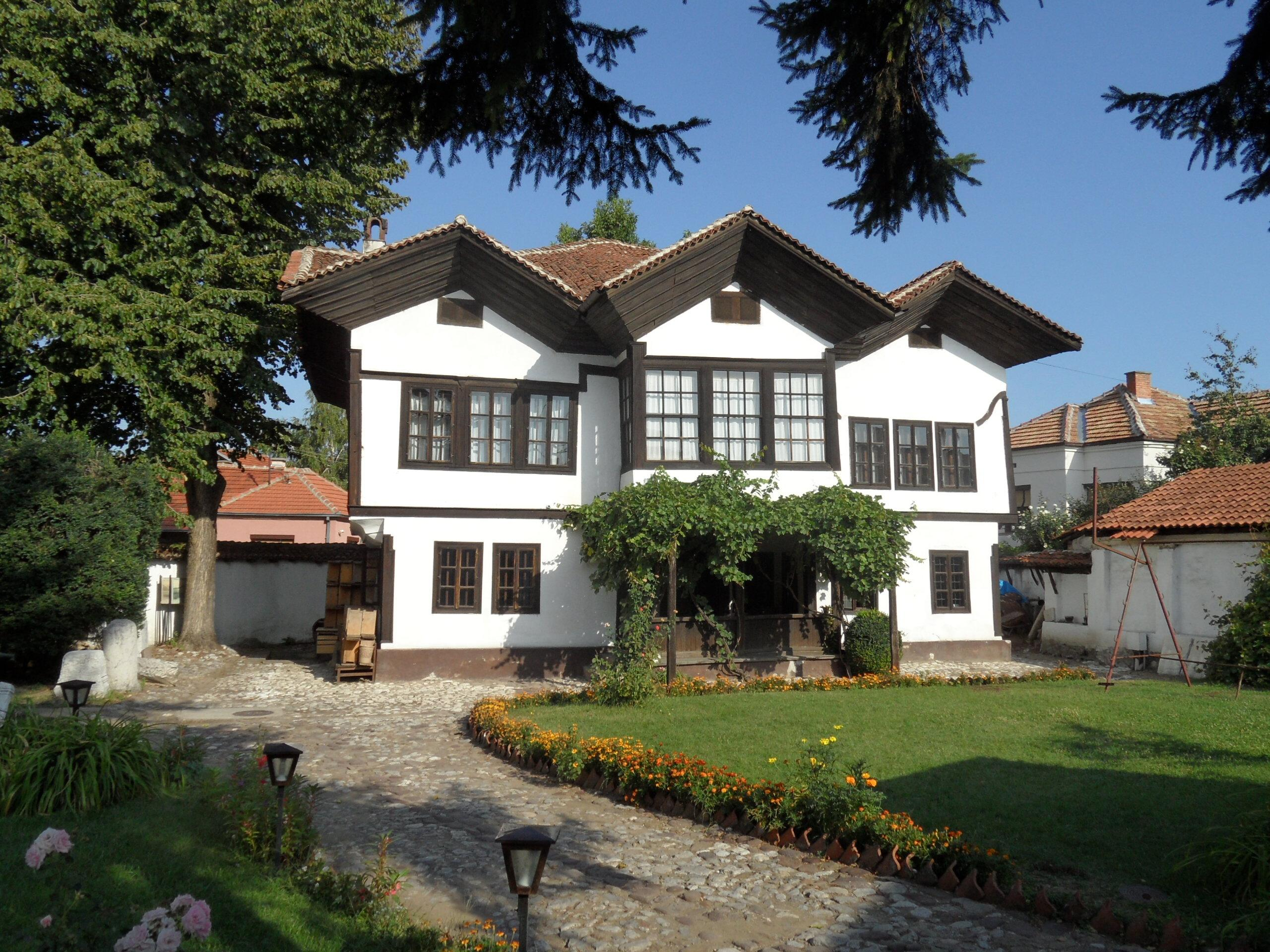
Le konak de la famille Hristić.

## Sport
Pirot possède un club de football, le FK Radnički Pirot et un important complexe omnisports, le Hal Kej, inauguré le 28 août 2006.

## Éducation

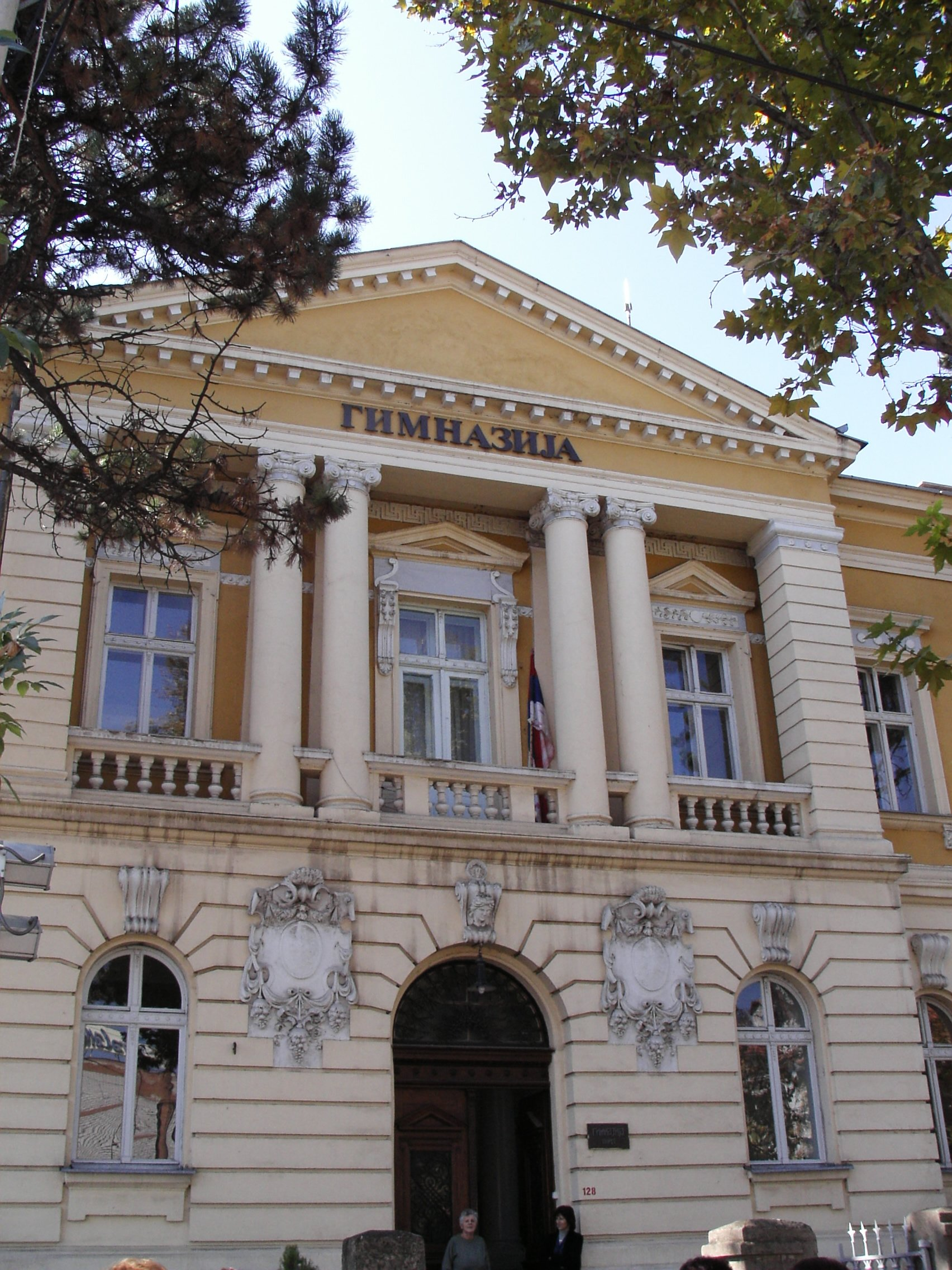
Le lycée de Pirot.

## Médias
Pirot possède une chaîne de télévision, TV Pirot, et un journal quotidien appelé Sloboda.

## Économie

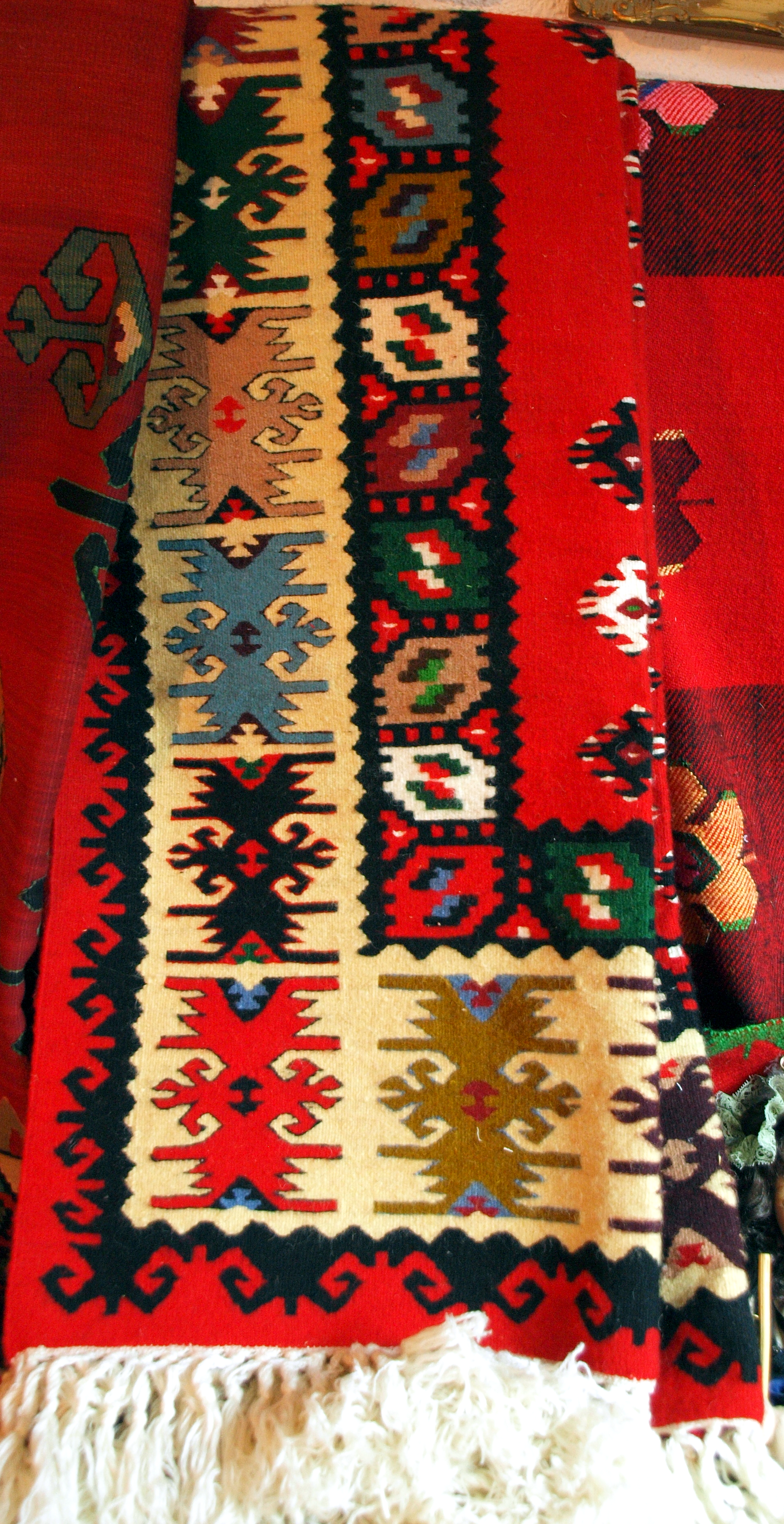
Un kilim de Pirot, avec une décoration Rašićeva ploča.

À l'époque ottomane, Pirot était un important centre marchand sur la route de Belgrade à Istanbul. La ville était un centre fabrication des kilims et les kilims de Pirot, les plus parfaits du point de vue de L'art et de la technique dans cette partie des Balkans, rayonnaient sur les centres de tissage de kilims plus ou moins éloignés et constituaient une marchandise très précieuse et recherchée dans l'Empire ottoman où ils se sont conservés jusqu'à nos jours.
Aujourd'hui, l’entreprise la plus importante de la région est la société Tigar, spécialisée dans la fabrication de produits liés au caoutchouc, notamment des pneus et des chaussures en caoutchouc ; elle propose également des produits chimiques, peintures, vernis et colles. Par l'intermédiaire de ses filiales, elle offre des produits diversifiés : Tigar-Tours d.o.o. propose divers produits touristiques et Tigar Inter Risk d.o.o. des assurances ; Tigar Business Service travaille dans l'ingénierie civile, Tigar-Incan, dans l'ingénierie et le conseil etc. Tigar Pirot entre dans la composition du BELEX15, l'indice principal de la Bourse de Belgrade.
La centrale hydroélectrique de Pirot est reliée au barrage du lac Zavoj sur la rivière Visočke .Le volume total du barrage est de 180 millions de m3, soit un contenu énergétique de 75 GWh. Le tunnel d'amenée 9093 m de longueur et 4,5 m de diamètre,  et le canal d’évacuation et prévu pour 45m3 / s. sur une longueur de 1300m. La centrale est équipée de deux turbines Francis d'une puissante totale de  2 x 40 MW. Date de mise en route : 1990.

## Tourisme
Pirot est la « destination européenne d’excellence » sélectionnée pour la Serbie, à l'issue de la session de 2015 du concours européen pour l’excellence dans le domaine touristique, organisé dans le cadre du projet EDEN encourageant les modèles de développement d'un tourisme durable, et qui récompense une destination par pays participant. (Le thème du concours cette année-là est : « Le tourisme et la gastronomie locale »).

## Transports
Pirot est situé sur la route européenne E80, entre Niš et Dimitrovgrad. Cette section est à quatre voies. Le passage à l'autoroute (autoroute serbe A4) a été mise en service en mai 2018.

## Personnalités
Pirot est la ville natale du musicien Vojislav Vučković et de la sculptrice et poétesse Vukosava Velimirović.